# Acosta (cráter)
Acosta es un pequeño cráter de impacto lunar ubicado justo al norte del prominente cráter Langrenus, cerca del borde este del Mare Fœcunditatis. Al oeste se halla el trío de cráteres formado por Atwood, Naonobu y Bilharz.
|  |

El cráter es circular y tiene forma de cuenco, con una pequeña plataforma interior en la que convergen hacia el punto medio los taludes de las paredes interiores.

## Denominación
Acosta lleva el nombre del naturalista portugués Cristóbal Acosta (1515-1594). Este cráter fue designado Langrenus C antes de ser renombrado por la Unión Astronómica Internacional en 1976.

## Referencias

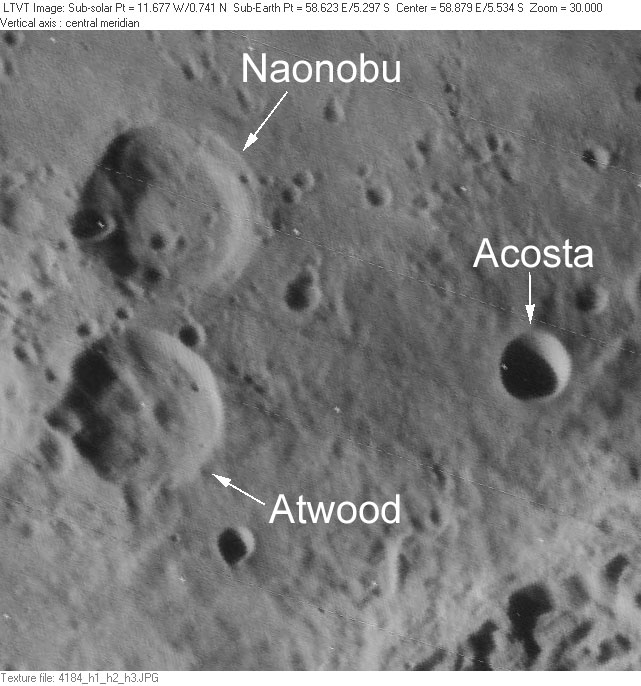
Fotografía de la misión Lunar Orbiter 4